# Вейхерт
Вейхерт (пол. Weychert) — дворянский род.
Герб Дотршима вместе с потомственным дворянством ВСЕМИЛОСТИВЕЙШЕ пожалован Поручику Польских войск Ивану—Карлу Вейхерту Высочайшей Грамотою ГОСУДАРЯ ИМПЕРАТОРА и ЦАРЯ НИКОЛАЯ I данною в 4 (16) день Генваря 1827 года.

## Описание герба
В щите с золотою окраиною, в красном поле голубой волнистый пояс с чёрными каемками, на шпаге поставленной вертикально золотою рукоятью вправо. В навершии шлема пять страусовых перьев.